# Massacre d'Al-Kabri
Le massacre d’Al-Kabri eut lieu lorsque l' armée israélienne a attaqué le village palestinien d'Al-Kabri dans la nuit du 20 au 21 mai 1948, pendant la guerre de Palestine de 1948. L'attaque s'inscrivait dans le cadre de l'opération Ben-Ami, elle-même intégrée au Plan Dalet. L'ordre fut donné d'« attaquer pour capturer les villages de Kabri, Umm al Faraj et Al-Nahr , de tuer les hommes et de détruire et incendier les villages », ordres qui, selon Meron Benvenisti , furent « exécutés à la lettre »,. L'attaque a été commise en partie pour se venger de l' embuscade du convoi Yehiam du 27 mars .

## Attaque
Le 20 mai 1948, la brigade Carmeli israélienne s’empara d’Al-Kabri (arabe : الكابري), un village arabe palestinien situé dans le coin nord-ouest de la région du territoire mandataire de Palestine, qui fut plus tard intégré à l’État d’Israël. Le 27 mars 1948, des centaines de villageois armés et des unités de l’Armée de libération arabe attaquèrent un convoi militaire juif près du village et tuèrent 49 Juifs. Six Arabes furent également tués dans la bataille. Deux mois plus tard, le commandant de l’opération Ben-Ami donna des ordres opérationnels stipulant que ce jour-là, il fallait attaquer “dans le but de conquérir les villages de Kabri, Umm al Faraj et Al-Nahr, de tuer les hommes [et] de détruire et d’incendier les villages”,. Benvenisti affirme que “les ordres furent exécutés à la lettre”, tandis que Morris écrit qu’apparemment un certain nombre de villageois furent exécutés,.
Al-Kabri fut conquis sans aucune résistance et pratiquement vidé de ses habitants immédiatement. Il fut traité particulièrement durement en raison de la participation des villageois à la destruction du convoi juif. Au moins sept personnes ont été tuées. Selon Walid Khalidi, un “nombre inconnu de villageois furent capturés et certains tués”, tandis que d’autres furent tués lorsqu’on découvrit qu’ils venaient d’Al-Kabri, alors qu’ils étaient dispersés en Galilée. L'historien Benny Morris a écrit qu'« un certain nombre de villageois » ont été « apparemment exécutés ».

## Rapports publiés sur l’incident
Dov Yirmiya, qui participa à l’opération, rapporta :
« Kabri fut conquis sans combat. Presque tous les habitants s’enfuirent. L’un des soldats, Yehuda Reshef, qui faisait partie avec son frère des rares survivants du convoi de Yehi’am, prit en otage quelques jeunes qui n’avaient pas pu s’échapper, probablement sept. Il leur ordonna de combler quelques fossés creusés comme obstacle, puis il les aligna et les abattit à la mitrailleuse. Certains moururent, mais quelques-uns des blessés réussirent à s’échapper. »
Aminah Muhammad Musa, une réfugiée d’Al-Kabri, rapporta :
Mon mari et moi avons quitté Kabri un jour avant sa chute… Au lever du soleil [le lendemain], pendant que mon mari faisait sa prière du matin, notre ami Raja passa près de nous et nous pressa de continuer, en disant que nous devions courir… Il ne fallut pas longtemps avant que nous soyons rencontrés par les Juifs… Ils nous emmenèrent, ainsi que quelques autres villageois… dans un véhicule blindé de retour au village. Là, nous fûmes interrogés par un officier juif, qui pointa une arme sur la gorge de mon mari et dit : « Tu viens de Kabri ?»… Les Juifs emmenèrent mon mari, Ibrahim Dabajah, Hussain Hassan al-Khubaizah, Khalil al-Tamlawi, Uthman Iban As’ad Mahmud et Raja. Ils nous laissèrent le reste… Un officier vint vers moi et me demanda de ne pas pleurer. Nous avons dormi dans les vergers du village cette nuit-là. Le lendemain matin, Umm Hussain et moi sommes allés au village… En chemin vers la place du village, j’ai vu Umm Taha. Elle pleurait et dit : « Tu ferais mieux de voir ton mari mort. » Je l’ai trouvé. Il avait été tué d’une balle dans la tête.